# Armatur

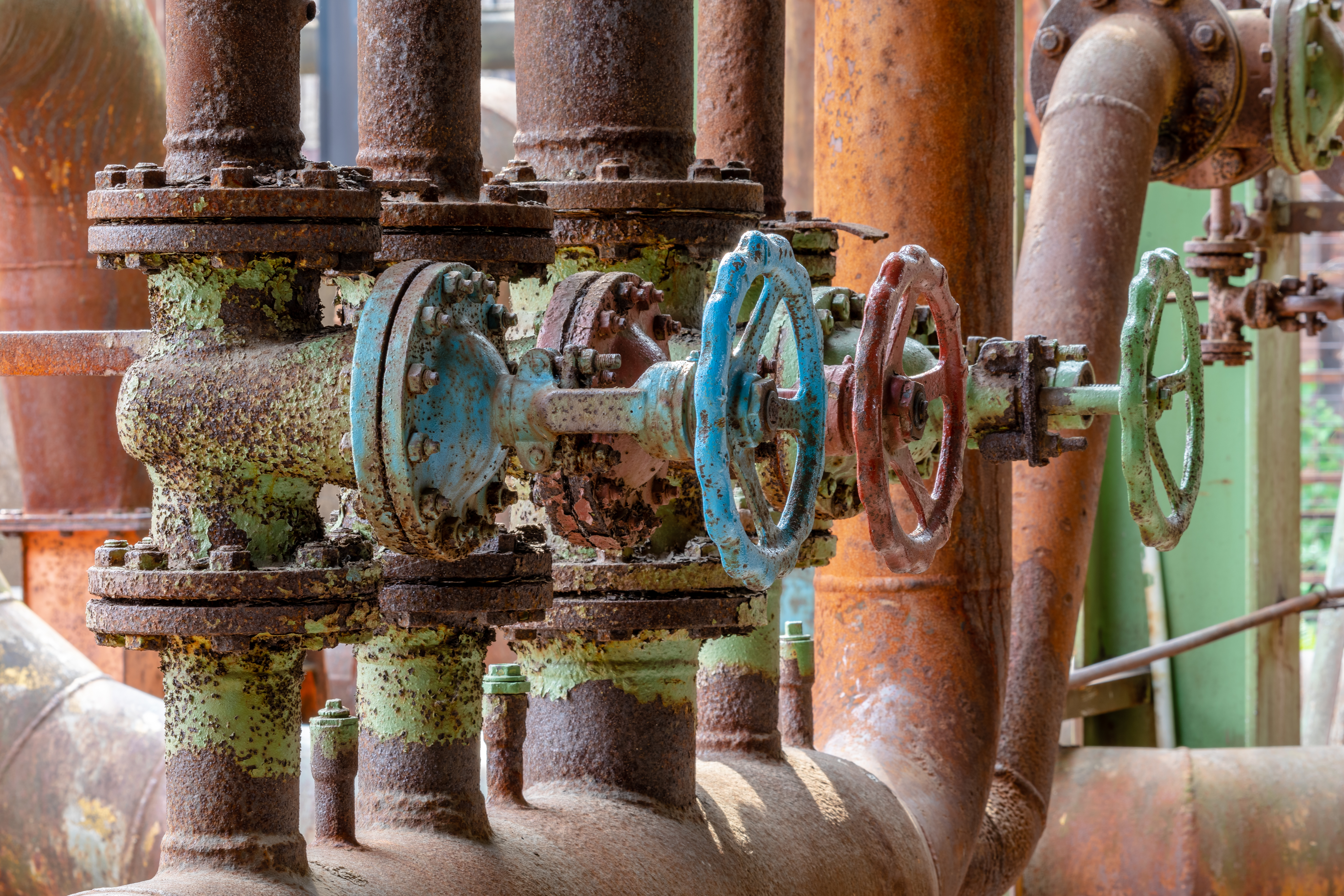
Äldre rörarmatur, manuella reglerventiler med manöverrattar, Duisburg, Tyskland, 2020.

Armatur, av latin armatura som betyder ”utrustning” och ”skydd”, är en teknisk anordning där en huvudfunktion med hjälp av kringkomponenter både skyddas och skyddar omgivningen från skador, görs lättare att använda och i vissa fall även får ett estetiskt värde. Ordet armatur har förekommit i svenskan sedan 1800-talet avseende skyddskläder och rustning i betydelsen att skydda kroppen mot yttre påverkan.

## Industriell miljö
Begreppet armatur är vanligt förekommande inom industrin när det gäller att tekniskt reglera flöden av olika slag i styrenheter och manöverdon för ånga, olja, fotogen, vatten, gas, elektricitet, ljus med mera. Det stora värdet av armaturen ligger i säker arbetsmiljö, att människor inte skadas när den används, men också i att armaturen är driftsäker och har en beständighet som är anpassad för den tekniska miljö den befinner sig i (temperatur, fuktighet, förekomst av syra, vibrationer, stötar etc) så att huvudfunktionen skyddas.

## Hemmiljö
Med sitt ursprung från industrin har armaturer sedan letat sig in i våra hem där vi med tiden fått alltmer avancerade tekniska lösningar till vår hjälp. Men sällan används begreppet armatur i dagligt tal. Till exempel säger vi oftast vattenkran istället för sanitetsarmatur och lampa istället för belysningsarmatur. Armatur kan därför delvis betraktas som ett fackuttryck.

## Historia
Sverige har en tradition av armaturtillverkning som förvaltats bland annat av Nordiska armaturfabrikerna (numera Flowserve Corporation, Linköping) som är en historisk sammanslagning av flera verksamheter på området. Men också av det flertal svenska lampfabriker som tillverkade belysningsarmatur i början och mitten av 1900-talet då Sverige och resten av världen elektrifierades i snabb takt och efterfrågan på elektrisk belysning sköt i höjden.

## Armaturtyper
Nedan beskrivs exempel på kategorier av armatur och dess tillämpningsområden.

### Ångarmatur
Ångarmatur är armatur med huvudsyfte att hantera ånga och kondensat för exempelvis värmeöverföring och minska erosionsskador i rörböjar och ventilsäten. Ånga används exempelvis inom livsmedelsindustrin för kokning av livsmedel och inom textilindustrin för att tvätta textilier. Ångarmatur och komponenter till denna är till exempel ångfällor, ventiler, separatorer, pumpar etc.
Före elektricitetens genombrott var ångpannor med industriella och marina tillämpningar vanliga.

### Sanitetsarmatur
Sanitetsarmatur är armatur med huvudsyfte att reglera vatten i badrumsmiljö där den kan ha egenskaper som mjukstängande när det är fråga om engreppsblandare eller självdränerande när det är fråga om vattenutkastare. Santitetsarmaturers komponenter är till exempel vinkelkoppling, spak, dämpare, backventil, keramikskivor, munstycken, bottenpackningar etc. Eftersom sanitetsarmatur förekommer i hemmiljö kan den precis som i fallet med belysningsarmatur tillföra ett estetiskt värde. Sanitetsarmatur har som kategori även kallats VVS-armatur.

### Rörarmatur
Rörarmatur är armatur med huvudsyfte att skydda rörledningar från tryckslag och vibrationer eller utrustning för rengöring av bassänger och pumpstationer. Rörarmatur och komponenter till denna är till exempel smutsfilter, kompensatorer, kondensavledare, vibrationsdämpare etc.

### Gasarmatur
Gasarmatur är armatur med huvudsyfte att hantera exempelvis naturgas, biogas, koksgas och gasol. Gasarmatur och komponenter till denna är till exempel kulventiler, spjäll, tryckregulatorer, brännare, termoelektriska tändsäkringar och övervakningskomponenter av olika slag.

### Belysningsarmatur
Belysningsarmatur är armatur med huvudsyfte att omvandla energi (som finns i gas, fotogen, elektricitet eller annan energikälla) till ljus för belysning.

### Ledarmatur

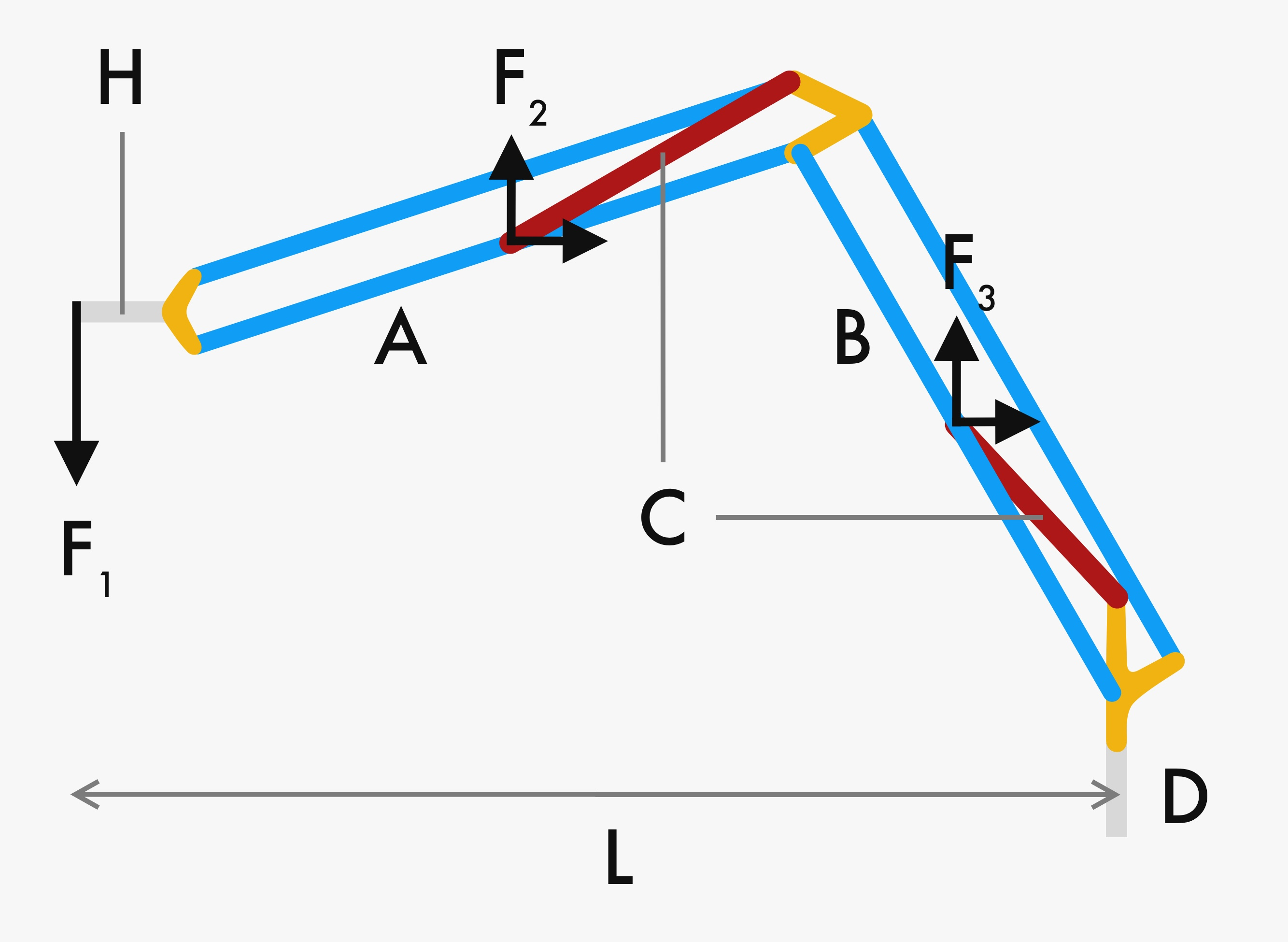
Principskiss av utbalanserad ledarmatur för belysning uppfunnen av George Carwardine år 1932.

Ledarmatur är armatur med huvudsyfte att kunna förflytta ett föremål till önskad och kvarhållen position tack vare leder på en arm. Denna typ av armatur kan exempelvis vara avsedd för belysning, där föremålet som förflyttas är en lamphållare med reflektor, typiskt för att ljussätta ett arbetsstycke eller en yta i samband med att ett arbete utförs. Men föremålet kan lika gärna vara en mikrofon eller en dokumenthållare. Lederna på armaturen är försedda med skruv- eller friktionsanordningar som fixerar föremålet i sin önskade position. Som alternativ till skruv- eller friktionsanordningar kan ledarmaturen vara försedd med utbalanseringsmekanism, och kallas då för utbalanserad ledarmatur.

### Brandarmatur
Brandarmatur är armatur med huvudsyfte att underlätta brandsläckning. Brandarmatur och komponenter till denna är till exempel strålrör med munstycken, grenrör, brandpostventiler, tryckslangskopplingar etc.

### Övriga exempel
Bland övriga exempel på armatur kan nämnas järnvägsarmatur som avser teknisk belysning och högspänningsapparater anpassade för järnvägsleder, tågvagnar, järnvägsstationer och bangårdar samt sjukhusarmatur som avser teknisk belysning och annan utrustning anpassad för vårdrum, operationssalar och undersökningssituationer.